# Pressiat
Pressiat ist eine ehemalige französische Gemeinde mit zuletzt 237 Einwohnern (Stand: 2013) und heutige Commune déléguée im Département Ain in der Region Auvergne-Rhône-Alpes. Sie gehörte zum Arrondissement Bourg-en-Bresse und zum Kanton Saint-Étienne-du-Bois.
Mit Wirkung vom 1. Januar 2016 wurden die bisherigen Gemeinden Treffort-Cuisiat und Pressiat zu einer Commune nouvelle mit dem Namen Val-Revermont zusammengelegt.

## Geografie
Pressiat liegt etwa 15 Kilometer nordnordöstlich von Bourg-en-Bresse in der Landschaft Revermont. 

## Bevölkerungsentwicklung
| 1962                       | 1968 | 1975 | 1982 | 1990 | 1999 | 2008 | 2013 |
| -------------------------- | ---- | ---- | ---- | ---- | ---- | ---- | ---- |
| 168                        | 163  | 127  | 148  | 155  | 191  | 216  | 237  |
| Quellen: Cassini und INSEE |      |      |      |      |      |      |      |

## Sehenswürdigkeiten
- Kirche Saint-Laurent, Monument historique

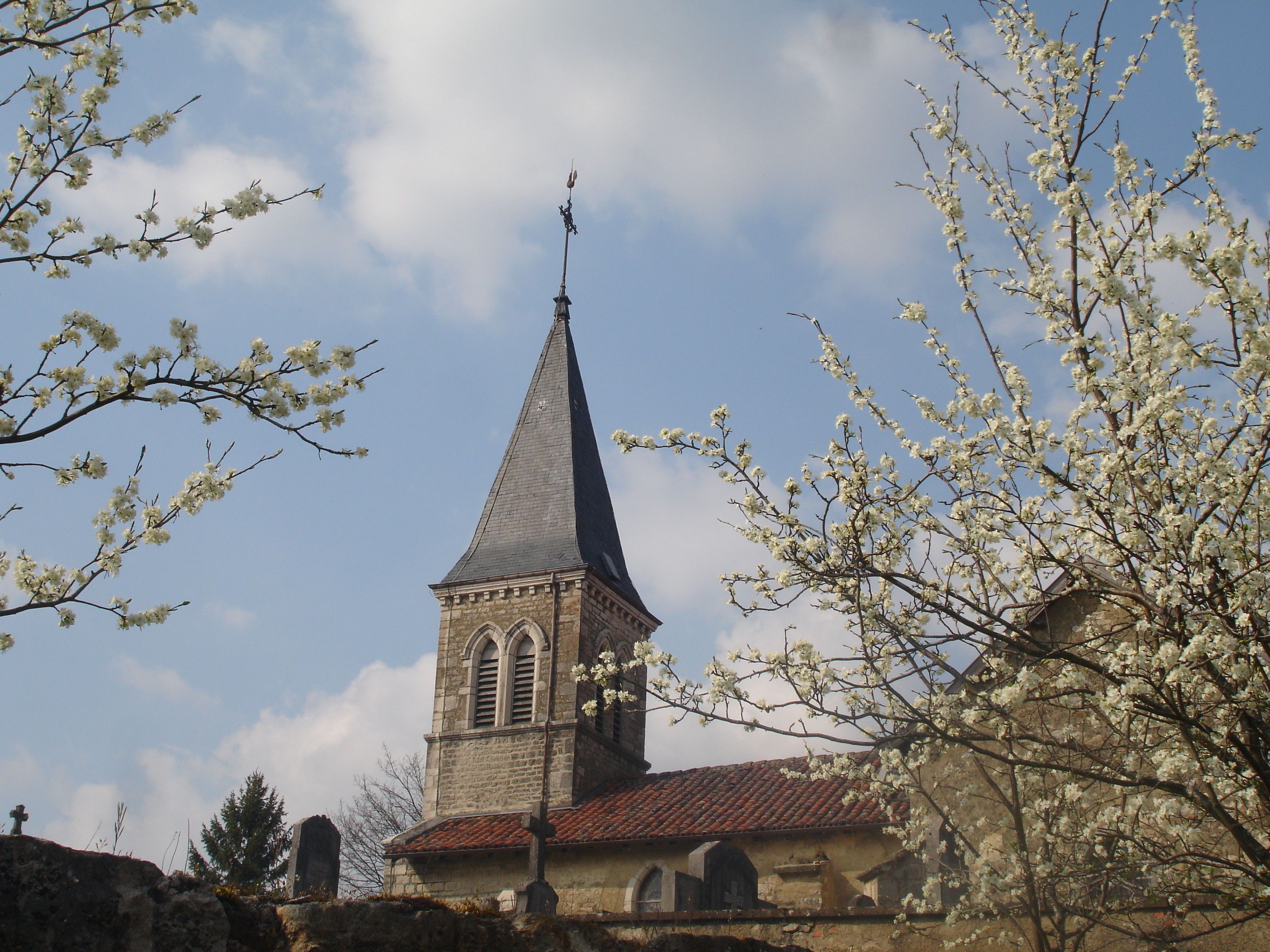
Kirche Saint-Laurent

- Reste der Burg Bois